# Ängbodtjärnen
Ängbodtjärnen är en sjö i Nordanstigs kommun i Hälsingland och ingår i Harmångersåns huvudavrinningsområde. Sjön har en area på 0,292 kvadratkilometer och ligger 59,1 meter över havet. Sjön avvattnas av vattendraget Gimmaån (Lingån).

## Delavrinningsområde
Ängbodtjärnen ingår i det delavrinningsområde (687699-155692) som SMHI kallar för Utloppet av Ängbodtjärnen. Medelhöjden är 133 meter över havet och ytan är 4,67 kvadratkilometer. Räknas de 23 avrinningsområdena uppströms in blir den ackumulerade arean 180,25 kvadratkilometer. Gimmaån (Lingån) som avvattnar avrinningsområdet har biflödesordning 2, vilket innebär att vattnet flödar genom totalt 2 vattendrag innan det når havet efter 32 kilometer. Avrinningsområdet består mestadels av skog (82 procent). Avrinningsområdet har 0,29 kvadratkilometer vattenytor vilket ger det en sjöprocent på 6,2 procent.